# The Romeo
The Romeo (jap. ロメオ) ist eine japanische Rockband, die seit 2007 bei StarGuild Inc. unter Vertrag steht.
Während der damalige Sänger von Psycho le Cému, Daishi Kajinaga, eine Solokarriere im Jahre 2005 verfolgte, wurde er bereits von Schlagzeuger Shingo, Gitarrist Daisuke und Bassist Hiroki unterstützt. Nach dem Aus von Psycho le Cému beschloss Daishi dann, nicht weiter unter seinem Namen CDs zu publizieren, sondern die Band The Romeo mit seinen Supportmembern im Juni 2007 ins Leben zu rufen.

## Bandgeschichte
2005 startete Daishi Kajinaga seine Solokarriere, die von hartem Rock geprägt war. Schon damals unterstützten Schlagzeuger Shingo (Ex-Killers), Bassist Hiroki (Ex-Killers und Hyde) und Gitarrist Daisuke (Ex-Psycho Candie) ihn als Kajinaga Band bei diesem Projekt. Das Resultat dieser Zusammenarbeit war das 2007 veröffentlichte Album God Japanese Monsters. Nach der Trennung von Psycho le Cému war es kurze Zeit ruhig um den Sänger, bis der Juni anbrach. Er gab an, nicht mehr unter dem Namen Daishi tätig zu sein, sondern ein großes Projekt mit seinen Supportmembern zu kreieren. The Romeo war geboren und symbolisierte die Gleichwertigkeit der Mitglieder.
Am 8. August desselben Jahres veröffentlichten sie ihr erstes Album mit dem Namen Julieta. Mit diesem Album tourten sie durch Japan. Es folgten diverse Internetradio-Auftritte, wie unter anderem bei S.Q.F. In dieser Sendung wurde auch ihre neue Single Joker vorgestellt, die ab dem 19. März 2008 in den Läden stand und dem Rock gewidmet war. Diese CD enthielt auch die Jazzballade Black Butterfly und drei weitere Songs. 
Im Jahr 2008 erscheint ihre erste Live-DVD, die eine Aufzeichnungen der God-of-Death-Carnival-Tour vom Juli 2008 beinhaltet. Der Erscheinungstermin für das zweite Album der Band steht noch nicht fest.

## Musikstil
The Romeo selbst beschreiben ihre Musik als Mischung von Rockabilly, Rock ’n’ Roll, Rock und Jazz. Dementsprechend hart und auch melodisch sind ihre Songs, die stark von Themen wie Frauen und Liebe geprägt sind. Daishis ist hauptsächlich für die Texte verantwortlich; eine Ausnahme bildet The End, welches von Hiroki vollständig auf Englisch verfasst wurde.

## Mitglieder
- Daishi Kajinaga (Gesang, * 5. Februar)
- Daisuke Suga (Gitarre, * 11. Oktober)
- Hiroki Kato (Bass, * 11. September)
- Shingo Maekawa (Schlagzeug, * 14. Juli)

## Diskografie

### Alben
- Julieta (2007)
- Rosario (Release unbekannt)

### Singles
- Joker (2008)

### Videoalben
- Live DVD zu God of Death Carnival (2008)